# اديساك غنو
اديساك غنو (بالتايلندية: อดิศักดิ์ กานู)‏ هو لاعب كرة قدم تايلاندي في مركز نصف الجناح، ولد في 1986 في ساتون (مدينة) في تايلاند. لعب مع BBCU F.C. ‏.

## وصلات خارجية
- اديساك غنو على موقع قاعدة بيانات كرة القدم.إي يو (الإنجليزية)
- اديساك غنو على موقع Soccerway.com (الإنجليزية)